# 丹尼尔·贾杜
奥斯卡·丹尼尔·贾杜·贾杜（西班牙語：Óscar Daniel Jadue Jadue；1967年6月28日—），智利政治家、社会学家和建筑师，2012年—2024年任雷科莱塔市长，现任智利共产党中央委员会委员。

## 早年生活和教育
丹尼尔·贾杜出生于圣地亚哥的雷科莱塔，他的父母是小企业主玛加丽·德尔·卡门·贾杜·贾杜和胡安·法里兹·贾杜·贾杜.。由于父亲支持独裁者奥古斯托·皮诺切特，在生命中的大部分时间他与父亲疏远。贾杜是巴勒斯坦基督徒移民的孙子，这些移民在20世纪上半叶来到智利。他还是智利足球裁判塞尔吉奥·贾杜的远亲。
他毕业于智利大学，取得社会学和建筑学学位。他还拥有北方天主教大学的全面品质管理学位。

## 政治生涯

### 早期政治生涯
他的政治生涯始于1980年代参加与巴勒斯坦解放组织相关的巴勒斯坦组织。他于1987年—1991年担任巴勒斯坦学生总联盟主席，并于1991年—1993年担任拉丁美洲和加勒比巴勒斯坦青年组织总协调员。1988年，他加入解放巴勒斯坦人民阵线，直到1993年转入智利共产党，就在《奥斯陆协议》签署的第二天。他曾是共产主义学生委员会的书记，并于1996年成为智利大学学生联合会主席的候选人。
他在2001年和2005年竞选众议院议员均未成功。2004年和2008年，他两次竞选雷科莱塔市市长均未成功。
自2003年以来，他一直担任雷科莱塔钦巴社会和文化发展中心的主席。自2006年以来，该中心为雷科莱塔社区的邻里委员会提供了普通高中、法律援助和一系列免费专业操作。钦巴中心还致力于民主的普及教育、社会领导者的赋权以及提高环境可持续性。

### 2021年总统候选人
2020年中期，他对外表示有意参选2021年智利大选的总统候选人。他在各种民意调查中属于较为领先的总统候选人。
2020年12月，左翼的“广泛阵线”联盟宣布与贾杜合作；同时，他得到了来自智利共产党的支持。他的政见包括由地方政府运营群众药店来确保市民购买的起药品。其政见还包括增强政府在经济增长中的作用，将智利退休金制度、铜矿以及饮用水国有化。
2021年4月，智利共产党通过脸书宣布支持他竞选总统。
2021年5月，智利地方选举中，贾杜以超过64%的得票率再次当选雷科莱塔市长，也被分析人士认为，这是对这名总统候选人的“坚定支持”。
2021年7月18日，贾杜作为值得智利候选人在左翼选举联盟“赞成尊严”的内部初选中输给广泛阵线候选人加夫列尔·博里奇，从而丧失了参与2021年智利总统选举的资格。